# Mazha (köping i Kina, Inre Mongoliet)
Mazha (kinesiska: 马栅, 马栅镇) är en köping i Kina. Den ligger i den autonoma regionen Inre Mongoliet, i den norra delen av landet, omkring 160 kilometer söder om regionhuvudstaden Hohhot.
Genomsnittlig årsnederbörd är 742 millimeter. Den regnigaste månaden är juli, med i genomsnitt 245 mm nederbörd, och den torraste är december, med 3 mm nederbörd.